# Corrupião-monástico
Corrupião-monástico ou corrupião-monacal (Icterus prosthemelas) é uma espécie de ave da família Icteridae.
Pode ser encontrada nos seguintes países: Belize, Costa Rica, Guatemala, México, Nicarágua, Panamá e possivelmente em Honduras.
Os seus habitats naturais são: florestas subtropicais ou tropicais húmidas de baixa altitude.